# Hrvatska Football League 2015
La Hrvatska Football League 2015 è stata la quarta edizione dell'omonimo torneo di football americano organizzato dalla HSAN.
Ha avuto inizio il 19 settembre e si è conclusa il 14 novembre con la finale di Vukovar vinta per 13-7 dagli Osijek Cannons sugli Zagreb Patriots.

## Squadre partecipanti
| Club                | Città    | Stadio | Sponsor ufficiale | Risultato nella stagione 2013 |
| ------------------- | -------- | ------ | ----------------- | ----------------------------- |
| Bjelovar Greenhorns | Bjelovar |        |                   |                               |
| Osijek Cannons      | Osijek   |        |                   |                               |
| Split Sea Wolves    | Spalato  |        |                   |                               |
| Zagreb Patriots     | Zagabria |        |                   |                               |

## Stagione regolare

### Calendario

#### 1ª giornata
| 19 settembre 2015 | Osijek Cannons | 6 – 20 | Zagreb Patriots |  |

| 20 settembre 2015 | Split Sea Wolves | 20 – 2 | Bjelovar Greenhorns |  |

#### 2ª giornata
| 4 ottobre 2015 | Osijek Cannons | 3 – 7 | Split Sea Wolves |  |

| 4 ottobre 2015 | Zagreb Patriots | 62 – 17 | Bjelovar Greenhorns |  |

#### 3ª giornata
| 18 ottobre 2015 | Split Sea Wolves | 0 – 20 | Zagreb Patriots |  |

| 18 ottobre 2015 | Bjelovar Greenhorns | 0 – 26 | Osijek Cannons |  |

### Classifica
La classifica della regular season è la seguente:
- PCT = percentuale di vittorie, G = partite giocate, V = partite vinte, P = partite perse, PF = punti fatti, PS = punti subiti

| Pos. | Squadra             | PCT   | G | V | P | PF  | PS  |
| ---- | ------------------- | ----- | - | - | - | --- | --- |
| 1    | Zagreb Patriots     | 1.000 | 3 | 3 | 0 | 102 | 23  |
| 2    | Split Sea Wolves    | .667  | 3 | 2 | 1 | 27  | 25  |
| 3    | Osijek Cannons      | .333  | 3 | 1 | 2 | 35  | 27  |
| 4    | Bjelovar Greenhorns | .000  | 3 | 0 | 3 | 19  | 108 |

## Playoff

### Tabellone
|  | Semifinali | Semifinali          | Semifinali |                |    | CroBowl IV      | CroBowl IV | CroBowl IV |  |
|  |            |                     |            |                |    |                 |            |            |  |
|  | 1          | Zagreb Patriots     | 23         |                |    |                 |            |            |  |
|  | 1          | Zagreb Patriots     | 23         |                |    |                 |            |            |  |
|  | 4          | Bjelovar Greenhorns | 0          |                |    |                 |            |            |  |
|  | 4          | Bjelovar Greenhorns | 0          |                | 1  | Zagreb Patriots | 7          |            |  |
|  |            |                     |            |                | 1  | Zagreb Patriots | 7          |            |  |
|  |            |                     | 3          | Osijek Cannons | 13 |                 |            |            |  |
|  | 2          | Osijek Cannons      | 3          | Osijek Cannons | 13 | 13              |            |            |  |
|  | 2          | Osijek Cannons      |            |                |    |                 |            |            |  |
|  | 3          | Split Sea Wolves    | 0          |                |    |                 |            |            |  |

### Semifinali
| 1º novembre 2015 | Split Sea Wolves | 0 – 13 | Osijek Cannons |  |

| 1º novembre 2015 | Bjelovar Greenhorns | 0 – 23 | Zagreb Patriots |  |

### CroBowl IV
| Vukovar 14 novembre 2015 | Osijek Cannons | 13 – 7 | Zagreb Patriots |  |

## Verdetti
- Osijek Cannons Campioni della Croazia 2015